# Encomio solenne
L'encomio solenne è una ricompensa militare prevista dal regolamento di disciplina militare.

È una lode particolare per lodevole comportamento o rendimento in servizio ed è pubblicata nell'ordine del giorno del corpo, di unità e di comandi superiori, affinché sia da esempio a tutti.

Tale encomio può essere rilasciato da un ufficiale di grado non inferiore a generale di corpo d'armata o grado equivalente, che ne detta la motivazione la quale deve essere trascritta nel libretto personale del militare.